# Stazione di Vallelarga
La stazione di Vallelarga era una fermata ferroviaria della ferrovia Sulmona-Isernia a servizio di Vallelarga, frazione di Pettorano sul Gizio.

## Storia
La fermata venne attivata nel 1942. Venne soppressa nei primi anni novanta.

## Strutture e impianti
Il fabbricato viaggiatori, di piccole dimensioni, si sviluppa su un unico livello ed è colorato di rosso. Al suo interno vi è la sala d'attesa. La fermata è servita da un unico binario.

## Servizi
La stazione dispone di:
- Sala d'attesa